# Indischer Koel

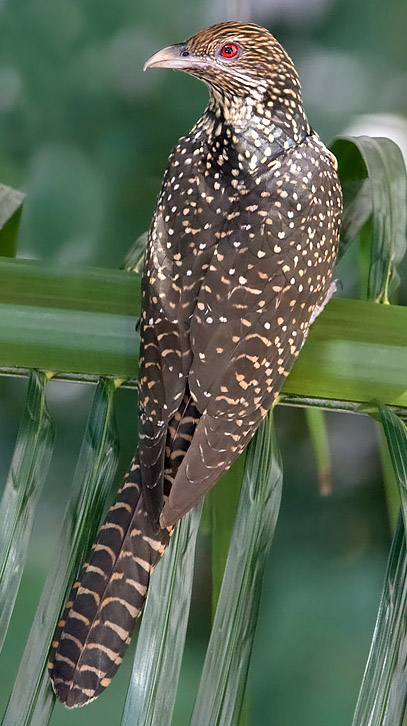
Weibchen des Indischen Koels

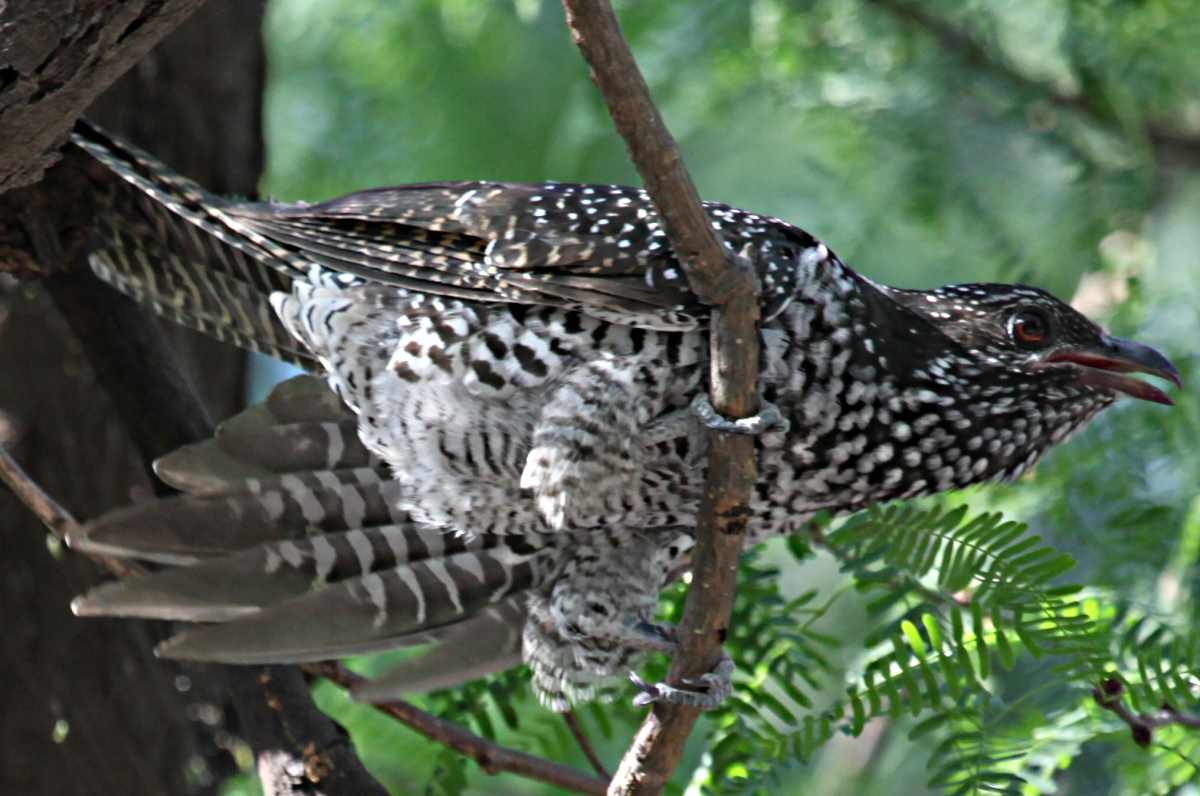
Weibchen des Indischen Koels, Körperunterseite

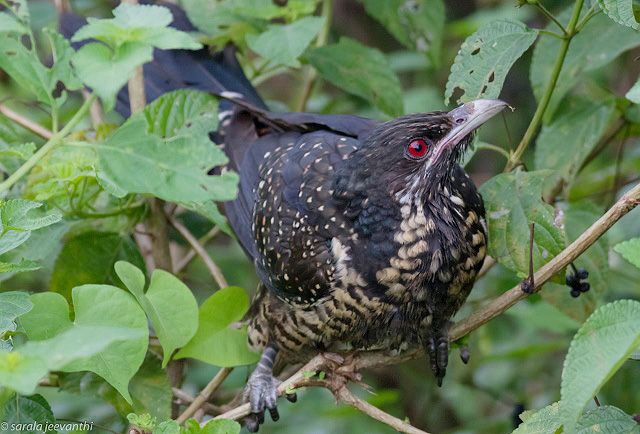
Männlicher Jungvogel

Der Indische Koel oder Asienkoel (Eudynamys scolopaceus, auch unter Eudynamys scolopacea geführt) ist eine Art in der Familie der Kuckucke und gehört innerhalb dieser Familie zu der Unterfamilie der Altwelt-Kuckucke (Cuculinae). Es werden insgesamt 18 Unterarten für diese Kuckucksart beschrieben, die sich durch die Gefiederfärbung des Weibchens unterscheiden.
Das Verbreitungsgebiet erstreckt sich über den indischen Subkontinent, China und Südostasien bis nach Australien. Der Lebensraum sind Wälder, Waldränder, Plantagen bis hin zu baumbestandenem Grasland und Vorstadtregionen. Der Indische Koel ist wie eine Reihe von Arten innerhalb der Kuckucke ein obligater Brutparasit, der seine Jungvögel nicht selbst heranzieht. Die ältesten Bezüge auf Brutparasitismus einer Art der Kuckucke finden sich für diese Art in den indischen Veden circa 2000 v. Chr.: er wird darin als ein Vogel bezeichnet, der von anderen aufgezogen wird. Weitere Details zur Lebensweise der Art werden in dieser ältesten Quelle nicht angegeben.
Der Indische Koel zählt zu den wenigen Kuckucksarten, die sich ausgewachsen überwiegend von Früchten ernähren. Die Bezeichnung Koel umschreibt lautmalend den typischen Ruf der Art.

## Systematik
Die taxonomische Einordnung der Art ist nicht vollständig geklärt, da unter anderem unklar ist, welche Unterschiede im Gefieder bei einzelnen Unterarten auftreten beziehungsweise inwieweit festgestellte Gefiederunterschiede Brutvögeln eines Gebietes oder nichtbrütenden Zugvögeln zuzuordnen sind. Der Indische Koel wird deswegen als einzige Art der Gattung Eudynamys eingeordnet, zu deren zahlreichen Unterarten auch der Pazifikkoel (Eudynamys scolopaceus orientalis) und der Schwarzschnabelkoel (Eudynamys scolopaceus melanorhynchus) gehören. Dieser Einordnung ist hier gefolgt.
Alternativ wird der Indische Koel gemeinsam mit dem Pazifikkoel (dann Eudynamys orientalis) und dem Schwarzschnabelkoel (dann Eudynamys melanorhynchus) als Sammelart eingeordnet.

## Merkmale

### Erscheinungsbild
Der Indische Koel erreicht eine Körperlänge von 39 bis 46 Zentimeter. Das Körpergewicht beträgt zwischen 190 und 327 Gramm. Zwischen 18 und 19 Zentimeter entfallen dabei auf die langen Schwanzfedern. Männchen haben eine Schnabellänge von 2,6 bis 3,2 Zentimeter, bei Weibchen ist dieser 2,6 bis 3 Zentimeter lang.
Die ausgewachsenen Männchen der Nominatform weisen ein glänzend blauschwarzes Gefieder auf. Der kräftige und leicht gebogene Schnabel ist entweder elfenbeinfarben, blass grün oder hornfarben. Die Augen sind leuchtend rot. Die kräftigen Beine und Füße sind grau.
Das Weibchen der Nominatform weist ein überwiegend bräunliches Gefieder auf. Der Kopf ist weißlich und rotbräunlich gestrichelt, das Körperobergefieder ist dunkelbraun mit weißen oder beigen Flecken. Von Kinn bis zur Vorderbrust ist das Gefieder ebenfalls dunkelbraun mit weißen oder beigen Flecken. Die übrige Körperunterseite ist weißlich mit einer schwarzbraunen Querbänderung. Der Schwanz ist dunkelbraun mit einer schmalen rötlich-braunen Querbänderung. Die Farbe der Iris reicht von braun bis orangerot. Der Schnabel ist hornfarben mit einer schwärzlichen Schnabelbasis.
Jungvögel zeigen grundsätzlich die jeweilige geschlechtsspezifische Gefiederfärbung; ihre Gefiederfärbung ist jedoch etwas weniger glänzend und matter. Auf der Körperunterseite sie matt dunkelbraun mit einer schmalen weißlichen Querbänderung. Weibliche Jungvögel sind grundsätzlich etwas dunkler gefärbt als die adulten. Ihre Körperoberseite ist graubrauner mit einem mehr gebänderten als gepunkteten Gefiedermuster. Der Kopf und das Gesicht weisen noch keine Strichelung auf. Die Augenfarbe von Jungvögeln ist braun. Die Schnabelfarbe ändert sich mit zunehmenden Lebenstagen von dem Blauschwarz des flügge werdenden Jungvogels zu einem Graubeige. Sie durchlaufen zwei Mal eine Mauser, bevor sie das Gefieder der adulten Vögel tragen.

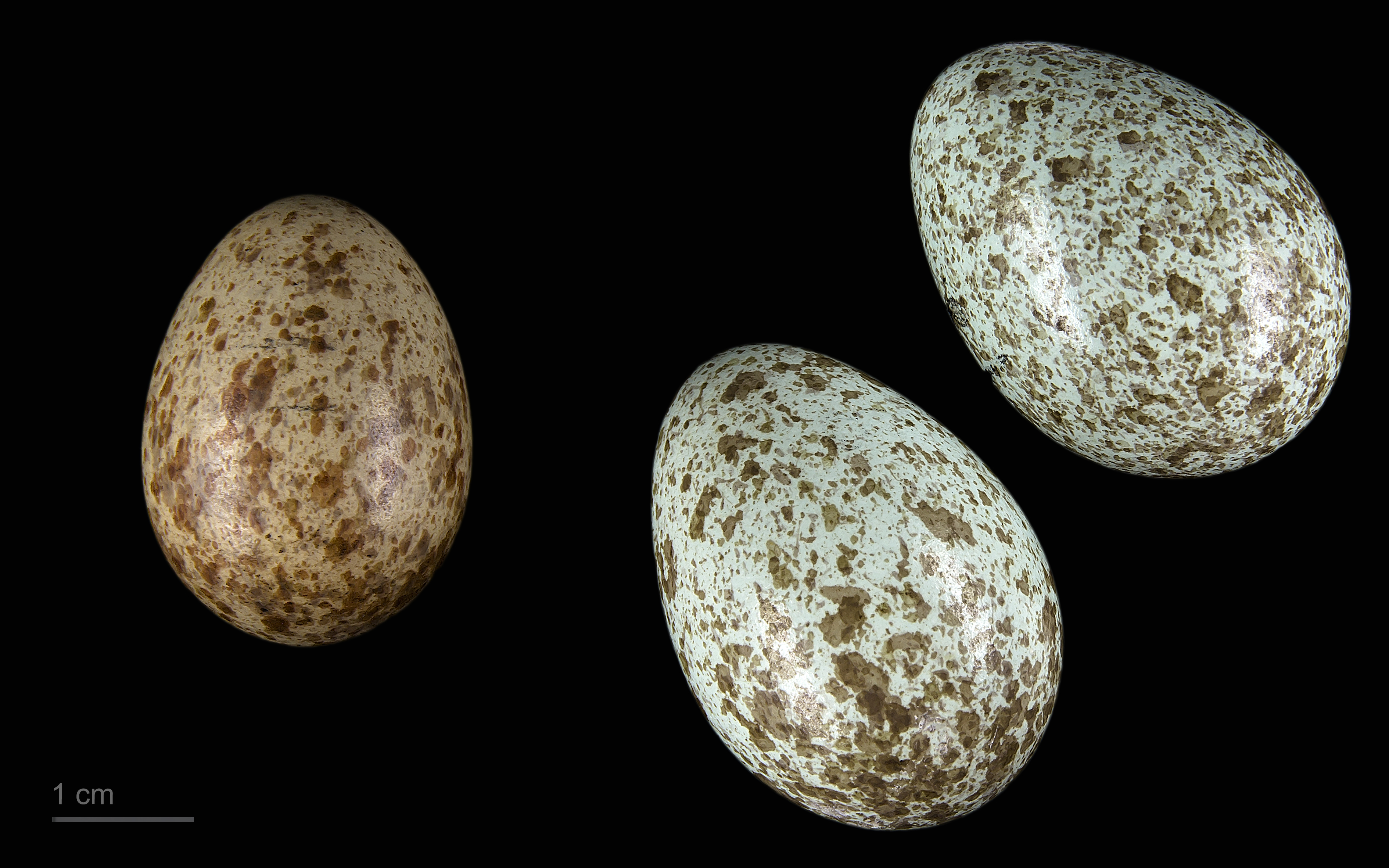
Links: Eudynamys scolopaceus rechts: Corvus splendens, Sammlung Museum von Toulouse

Nestlinge weisen zunächst eine rosafarbene Haut auf, die sich jedoch sehr schnell in ein Schwarz verändert. Die ersten Federn sind gleichfalls schwarz mit einer weißen bis blassbraunen Federspitze. Sie ähneln entfernt den Nestlingen von Krähen, der wichtigsten Wirtsvogelart des Indischen Koels. Weibliche Nestlinge sind auf der Kopfoberseite etwas bräunlicher und weisen auf der Körperunterseite bereits eine Querbänderung auf. Bei Nestlingen ist der Schnabel zunächst schmutzig rosa, bei flügge werdenden Jungvögeln dagegen blauschwarz.

### Stimme
Der Indische Koel ist sehr ruffreudig; Vertreter dieser Art sind vor allem während der Brutzeit häufig zu hören und rufen dann sowohl während des Tages als auch während der Nacht. Am häufigsten sind die Rufe jedoch während der Morgen- und Abenddämmerung zu vernehmen. Innerhalb des großen Verbreitungsgebietes sind bis jetzt nur wenige Unterschiede bei den Rufen der Art festgestellt worden. Während der Paarungszeit sind die Rufe der Männchen und Weibchen häufig auch im Duett zu vernehmen.
Von den Männchen ist vor allem ein lautes „ko-el-ko-el-ko-el-ko-el-ko-el“, das langsam beginnt und dann immer schneller wird, zu hören. Gelegentlich endet der Ruf auch in einem langgezogenen wheeoo. Die Tonhöhe der Rufe ist dabei abfallend. Während Verfolgungsjagden lassen die Männchen auch ein aufgeregt wirkendes kwa-kwa-keow-keow hören. Um Weibchen werbende Männchen lassen auch ein leises glucksendes wuk-wuk-wuk hören, das jedoch nur aus der Nähe vernehmbar ist.
Die Weibchen rufen ein harsches, trompetenartiges und sich schnell wiederholtes „kik-kik-kik-kik“, das sie sowohl von Ansitzwarten als auch während des Fluges vernehmen lassen.
Nestlinge betteln mit einer Serie scharfer wheet-oop-wheet-wheet-wheet-opp. Flügge werdende Nestlinge lassen ein lautes und harsches kaaa hören, das an die Rufe junger Krähenvögel erinnert.

## Verbreitung

Verbreitungsgebiet des Indischen Koels. Das Verbreitungsgebiet der australischen Unterart E. s. subcyanocephalus ist nicht vollständig dargestellt.

Der Indische Koel ist eine häufige Vogelart, deren Verbreitungsgebiet sich vom indischen Subkontinent über China bis in die nördlichen und östlichen Küstenregionen Australiens reicht.
Das westlichste Verbreitungsgebiet erstreckt sich bis nach Pakistan. Dort kommen zwei Populationen vor: Eine ist im Nordosten des Landes verbreitet, und eine zweite lebt im Südosten des Landes. Zu den nördlichsten Verbreitungsgebieten zählt Nepal, wo der Indische Koel in der Region um Bardia ein Standvogel ist. Im Kathmandutal kommt er dagegen nur in den Sommermonaten zwischen März und Oktober vor. Auch im Süden und Westen Chinas ist diese Art nur in den Sommermonaten vertreten.
In den meisten Regionen Indiens und Sri Lankas ist der Indische Koel ein Standvogel. Gleiches gilt für Thailand und Malaysia, Penang und Singapur. Auf Java, Bali und den Philippinen ist der Indische Koel ein seltener Vogel. Ungeklärt ist, ob er in diesen Regionen gleichfalls ein Standvogel ist.
In Australien erstreckt sich das Verbreitungsgebiet von zwei Unterarten des Indischen Koels in einem breiten Streifen entlang der Küste von Kimberley im Westen über Queensland im Nordosten bis in den Südosten von New South Wales. Vereinzelt kommen sie auch in den australischen Bundesstaaten Victoria und South Australia vor.

## Lebensraum

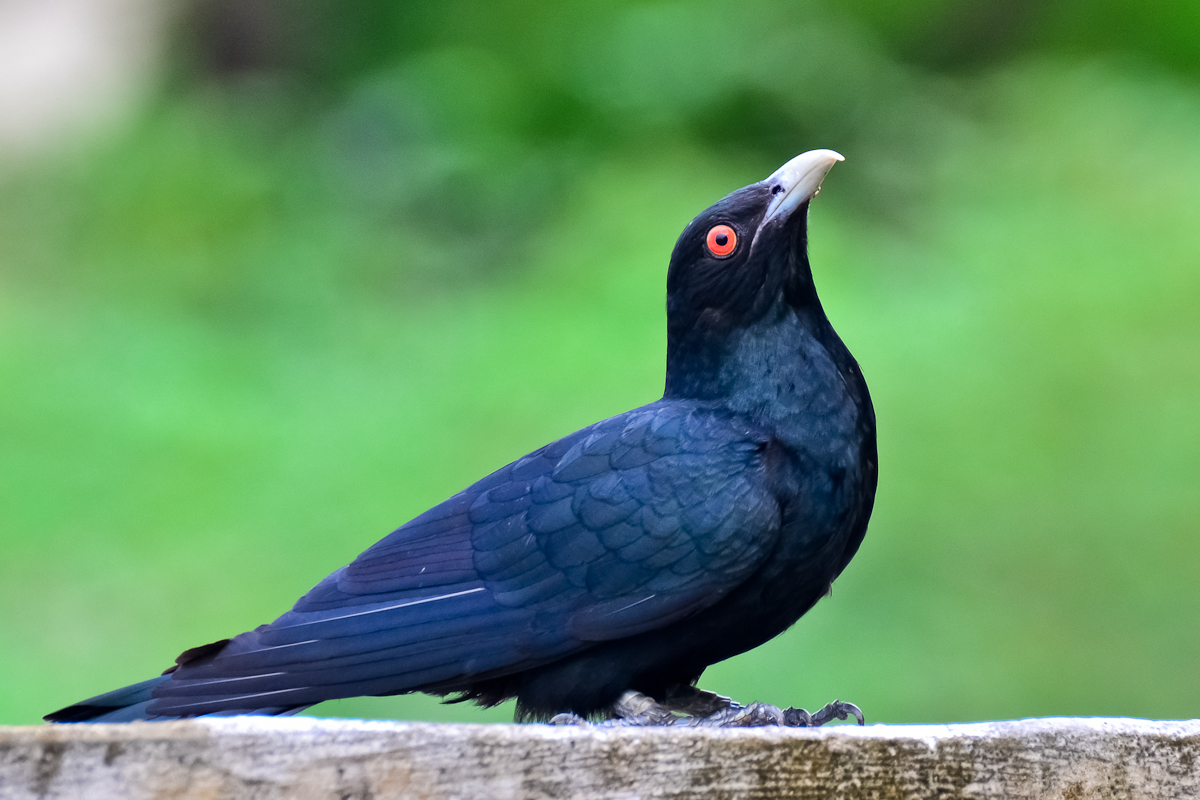
Ausgewachsenes Männchen

In Indien ist der Indische Koel überwiegend in lichten Wäldern und Hainen in der Nähe von Dörfern und Bauernhöfen sowie in Obstplantagen, Gärten und städtischen Parkanlagen anzutreffen. In Australien besiedelt er dagegen auch dichten Regenwald oder ist an mit Myrtenheiden bestandenen Wasserläufen sowie auf locker baumbestandenem Grasland anzutreffen. Auch in Siedlungen kommt er vor, wenn diese mit Feigen- und Mangobäumen bestandene Straßen aufweisen. Dagegen ist er in Mangrovenwälder selten. In Neuguinea ist er auch in Galeriewäldern und Sekundärwald anzutreffen.
Auf Sumatra ist der Indische Koel auch in Mangrovenwälder, in Sumpfwäldern entlang der Küste, auf kleinen vorgelagerten Koralleninseln sowie auf Agrarflächen anzutreffen. Auf den Philippinen kommt er sowohl in Wäldern des Tieflands als auch in Bergwäldern vor und ist auf Plantagen ein häufig anzutreffender Vogel.
Im Gebiet des Himalayas kommt er bis in Höhenlagen von 1800 Metern über NN vor, dagegen ist er auf der indischen Halbinsel oberhalb von 1000 Höhenmetern selten. Auf Neuguinea ist er dagegen auf 1500 Höhenmetern regelmäßig zu beobachten.

## Lebensweise

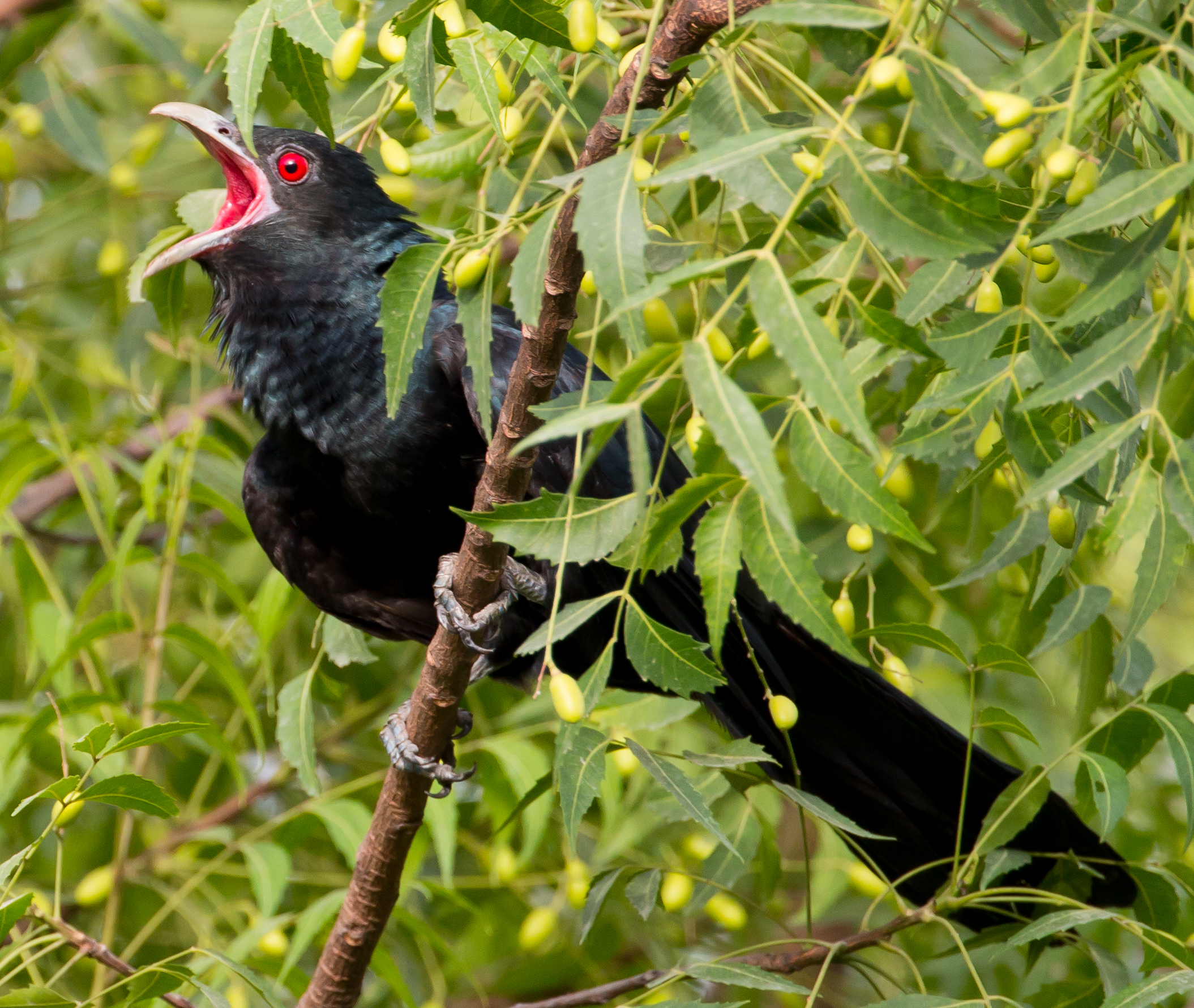
Rufendes Männchen

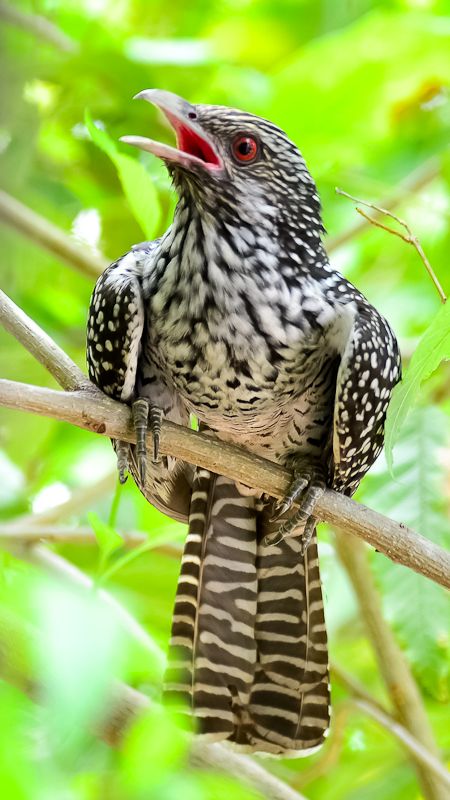
Weibchen

Der Indische Koel hält sich überwiegend auf Bäumen auf und ist als adulter Vogel am Boden nie zu beobachten. Während der Nahrungsaufnahme ist er überwiegend ruhig. In Bäumen, die reife Früchte tragen, sind häufig mehrere Indische Koels versammelt. Ein einzelner Vogel ist dann meistens im dichten Blattwerk kaum zu entdecken. In den frühen Morgenstunden sitzt der Indische Koel jedoch häufig auf Baumwipfeln und sonnt sich. Grundsätzlich fällt er eher durch seine Rufe auf.
Krähen reagieren auf den Indischen Koel in der Regel aggressiv und zeigen ein auffälliges Hassverhalten gegenüber dieser Art. Zur Zeit der Eiablage zieht das Männchen häufig gezielt die Aufmerksamkeit von Krähen auf sich, um dem Weibchen die Eiablage zu ermöglichen.

## Fortpflanzung
Das Fortpflanzungsverhalten des Indischen Koels ist noch nicht vollständig erforscht. Vermutlich bilden sich während der Brutzeit Paare und es gibt Indizien, dass die Männchen ein Revier verteidigen.
Die Fortpflanzungszeit variiert mit dem Verbreitungsgebiet. In Pakistan fällt diese hauptsächlich in die Monate Juni und Juli, während Indische Koels sich in Indien zwischen März und Oktober fortpflanzen. In Australien dagegen ist die typische Fortpflanzungszeit die Monate November bis Februar.  Während der Balz verbeugt sich das Männchen vor dem Weibchen, der Schwanz ist dabei gesenkt. Das Weibchen reagiert ebenfalls mit Verbeugungen, das Männchen lässt dann laute Rufe vernehmen.
Die Wirtsvogelarten variieren gleichfalls mit dem Verbreitungsgebiet. Typische Wirtsvogelarten sind beispielsweise:
- Indien: Glanzkrähe, Dickschnabelkrähe und Hirtenmaina
- Pakistan: Königsdrongo, Glanzkrähe, Dickschnabelkrähe und Hirtenmaina
- Bangladesch: Schachwürger, Dickschnabelkrähe und Hirtenmaina
- Thailand und Malaysia: Dickschnabelkrähe und Hirtenmaina
- China: Schwarzhalsstar und Urocissa erythroryncha.
- Java: Corvus enca und Glanzkrähe

## Einzelbelege
1. 1 2  N. David, M. Gosselin: The grammatical gender of avian genera. In: Bull B.O.C.. 122, 2002, S. 257–282.
2. ↑  Penard, TE: The name of the black cuckoo. In: Auk. 36. Jahrgang, Nr. 4, 1919, S. 569–570, doi:10.2307/4073368 (englisch, unm.edu [PDF]).
3. ↑   Erhitzøe, Mann, Brammer, Fuller: Cuckoos of the World. S. 326. und S. 327
4. ↑   Davies: Cuckoos, Cowbirds and Other Cheats. S. 14.
5. ↑  Edward C. Dickinson: The Howard and Moore Complete Checklist of the Birds of the World, Princeton University, Princeton 2003, ISBN 978-0956861122.
6. ↑   P. J. Higgins (Hrsg.) 1999:  Handbook of Australian, New Zealand and Antarctic Birds. Volume 4: Parrots to Dollarbird. Oxford University Press, Melbourne. ISBN 0-19-553071-3.
7. ↑  Robert B. Payne: The Cuckoos. Oxford University Press, Oxford 2005, ISBN 978-0-19-850213-5 (englisch).
8. 1 2 3 4 5 6 7   Erhitzøe, Mann, Brammer, Fuller: Cuckoos of the World. S. 325
9. ↑  Penard, TE: The name of the black cuckoo. In: Auk. 36. Jahrgang, Nr. 4, 1919, S. 569–570, doi:10.2307/4073368 (englisch, unm.edu [PDF]).
10. 1 2 3 4   Erhitzøe, Mann, Brammer, Fuller: Cuckoos of the World. S. 326.
11. 1 2 3   Erhitzøe, Mann, Brammer, Fuller: Cuckoos of the World. S. 327.
12. 1 2 3 4 5 6 7 8 9   Erhitzøe, Mann, Brammer, Fuller: Cuckoos of the World. S. 328.
13. ↑   Erhitzøe, Mann, Brammer, Fuller: Cuckoos of the World. S. 329.